# مسابقات جهانی تنیس روی میز ۱۹۶۳
مسابقات جهانی تنیس روی میز ۱۹۶۳ (انگلیسی: 1963 World Table Tennis Championships) بیست و هفتمین دوره مسابقات جهانی تنیس روی میز است که در شهر پراگ، چکسلواکی برگزار شده است.
این مسابقات از ۵ تا ۱۴ آوریل ۱۹۶۳ در دو بخش تیمی و انفرادی انجام شده است.